# Comuna Krasnosilka, Oleksandrivka
Krasnosilka (în ucraineană Красносілка) este o comună în raionul Oleksandrivka, regiunea Kirovohrad, Ucraina, formată din satele Bandurove și Krasnosilka (reședința).

## Demografie
Componența lingvistică a comunei Krasnosilka
     Ucraineană (97,79%)
     Rusă (1,62%)
     Alte limbi (0,44%)
Conform recensământului din 2001, majoritatea populației comunei Krasnosilka era vorbitoare de ucraineană (97,79%), existând în minoritate și vorbitori de rusă (1,62%).